# Bleselumab
Il bleselumab (ASKP1240 secondo la Denominazione Comune Internazionale) è un anticorpo monoclonale progettato per la prevenzione del rigetto di trapianto d'organo. È prodotto dalla Kyowa Kirin Pharmaceutical Development.